# Georg Decker
Georg Decker (7 de diciembre de 1818 en Pest, 13 de febrero de 1894 en Viena) fue un pintor y litógrafo austriaco.

## Biografía
Hijo del pintor Johann Stephan Decker y hermano de los pintores Albert Decker y Gabriel Decker llegó en 1821 con su familia a Viena y fue alumno de su padre.  Estudiante en la Academia de Viena, se casó en 1851 con Ottilie von Sobek, y después de su muerte se casó en 1861 con Josefine Helene von Lucam. 
Georg Decker comenzó pintando retratos a la acuarela. Desde 1844, trabajó la pintura al óleo. Después de una estancia en Dresde, desarrolló su obra al pastel.

## Obra

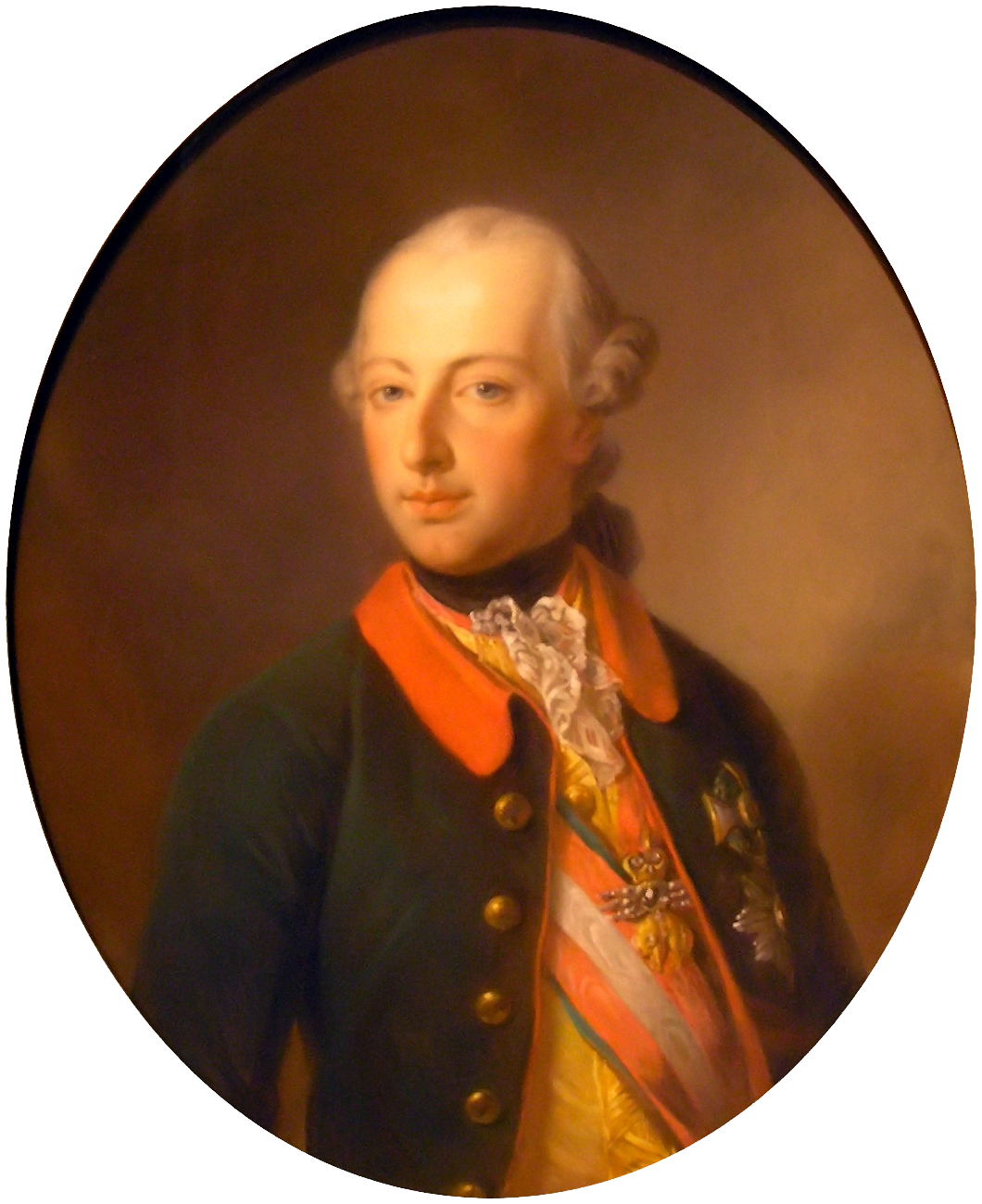
Retrato de José II de Habsburgo, obra de Decker.

- Retrato de Wilhelm von Tegetthoff, 1866
- Retrato de Maximiliano I de México, 1857
- Retrato de Joseph Radetzky
- Retrato de José II de Habsburgo
- Retrato del Archiduque Alberto de Austria-Teschen